# Păduriș
Păduriș – wieś w Rumunii, w okręgu Sălaj, w gminie Hida. W 2011 roku liczyła 49 mieszkańców.